# Ultravox
Os Ultravox  foi uma banda britânica de new wave formada em Londres no ano de 1974. No final dos anos 70, a banda lançou vários sucessos e ganhou grande notoriedade tornando-se um dos principais nomes do estilo new wave e do synthpop.
Formada em 1974 pelo vocalista, compositor e tecladista John Foxx, o baixista Chris Cross, o violinista Billy Curie, o guitarrista Steve Shears e o baterista Warren Cann, a banda era originalmente conhecida como Tiger Lily. Depois de lançar um compacto em 1974 eles mudam o nome para Ultravox! e lançam um álbum pela Island Records em 1977.
Em 1978, depois de mudanças na formação, o grupo lança um terceiro álbum pela Island, que, insatisfeita com as vendas, demite a banda.
Em 1979 Midge Ure entra no lugar de John Foxx, e a banda deixa cair o ponto de exclamação do nome, e os Ultravox seguem uma carreira estável durante o princípio dos anos 80, agora com a gravadora Chrysalis. Em 1984, depois do lançamento de Lament, Warren Cann deixa o grupo para iniciar carreira solo, e os integrantes remanescentes, juntamente com Mark Brzezicki, ressurgem como "U-Vox" em 1986, antes de nova separação.
Billy Curie e Robin Simon reformularam a banda em 1993 para o lançamento do álbum Revelation.com a voz de Tony Fenelle, e Sam Blue empresta a sua voz para Ingenuity, de 1994.
Em 2009, o alinhamento base (Ure, Currie, Cross e Cann) reune-se para uma tourné comemorativa dos 30 anos de Vienna, e em 2010 fruto dessa tourné, surge o álbum Return To Eden.
Dois anos depois surge um novo álbum de inéditos, Brilliant.

## Discografia
- 1977: Ultravox!
- 1977: Ha!-Ha!-Ha!
- 1978: Systems of Romance
- 1980: Vienna
- 1981: Rage in Eden
- 1982:Quartet
- 1984: Lament
- 1986: U-Vox
- 1993: Revelation
- 1994: Ingenuity
- 2010: Return To Eden[1]
- 2012: Brilliant[2]